# Ape not Mice
Ape not Mice is een Nederlandse band, die zorgeloze, eigenzinnige pop ten gehore brengt. De band werd opgericht in 2009 door Diede Claesen en Mark Vrolings. Kenmerkend zijn met name de teksten met een knipoog, waarin met humor de knulligheid van het dagelijks leven wordt beschreven. 
De bandnaam is een soort van verengelsing van aap-noot-mies, de eerste woorden die een kind vroeger leerde lezen. Zo'n woordspelletje is typerend voor Ape Not Mice.

## Discografie
- Every Stain tells a Story (Debuutalbum, 2011)
- Take it to the streets (Single, 2012)
- Where'd you wanna go? (Single, 2012)